# Lois Bourne

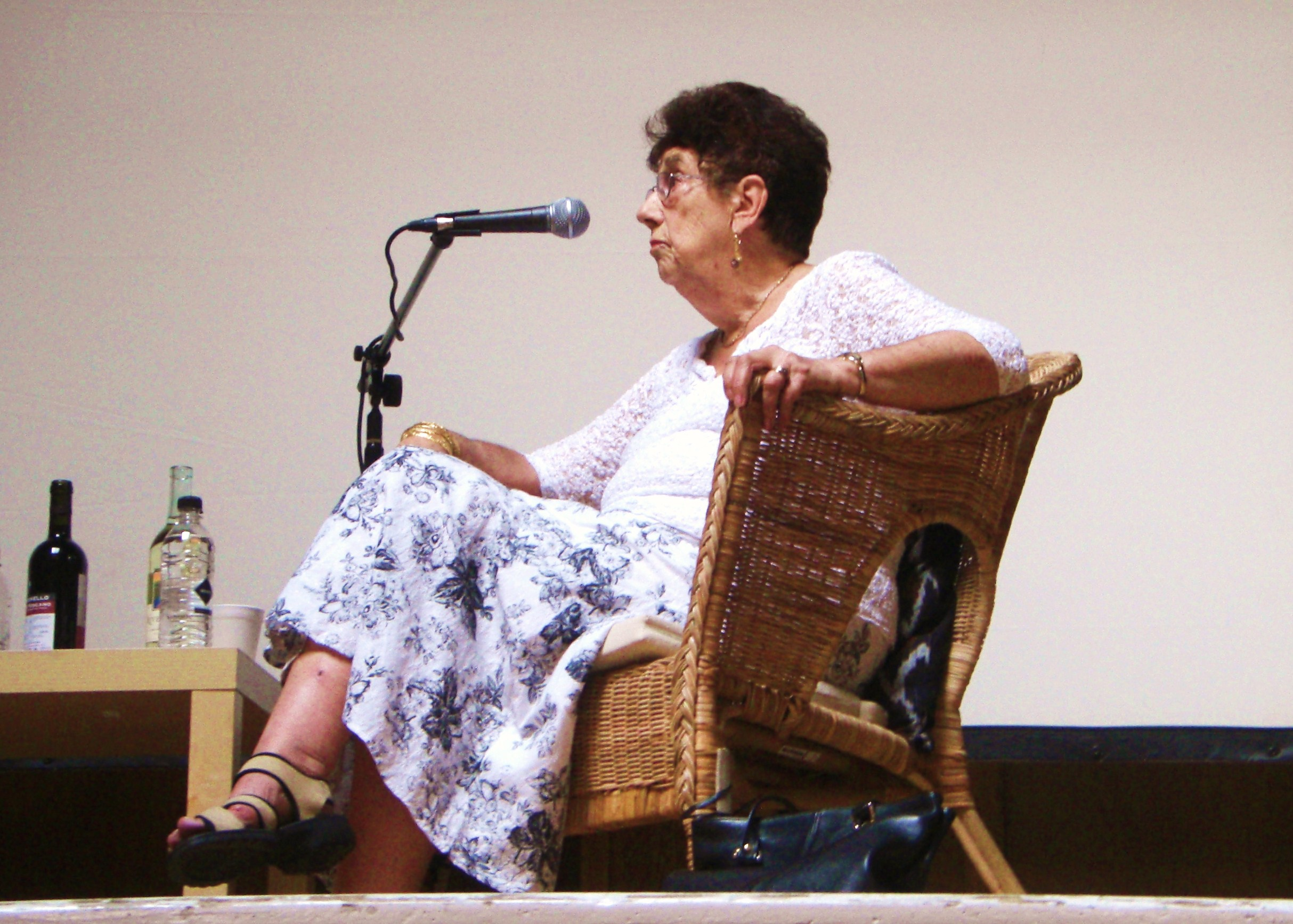
Lois Bourne

Lois Bourne (Hertfordshire, 10 aprile 1928 – Watford, 22 dicembre 2017), conosciuta anche con il nome d'Arte di Tanith, è stata una figura preminente nella religione neopagana della Wicca, rimanendovi coinvolta quasi dalle origini, nei primi anni '60. È anche una scrittrice che ha composto numerosi saggi sulla stregoneria e le doti psichiche.

## Biografia
Lois Bourne dopo essersi diplomata, ha passato gran parte della sua vita a lavorare come infermiera professionista in diversi ospedali; nei suoi libri l'autrice narra delle sue capacità psichiche e medianiche, manifestatesi sin da bambina, presentandole però con una giusta dose di scetticismo ed ironia. Nei libri rivela come la sua professione le abbia permesso di entrare spesso in contatto con situazioni di sofferenza e di morte, e situazioni liminali, permettendole altresì di avere a disposizione una buona casistica da studiare, e che in genere le persone dotate come lei non possono sfruttare. 
Per quanto riguarda la wicca, Lois Bourne venne iniziata originariamente dallo stesso Gerald Gardner, di cui fu amica, nella Bricket Wood coven; successivamente lei stessa ne divenne la Gran Sacerdotessa dopo il ritiro di Dayonis. Suoi pari nel dirigere la coven furono prima Jack Bracelin e poi Fred Lamond. 
Quando risiedeva nell'Hertfordshire è stata la Magistra di una coven della Tradizione Gardneriana che si riunisce nei pressi di St Albans. È stata amica anche dello scrittore e filosofo Aldous Huxley.